# Kowalka (Zaniemyśl)
Kowalka – nieoficjalna część Zaniemyśla w Polsce położona w województwie wielkopolskim, w powiecie średzkim, w gminie Zaniemyśl.
Obecnie główna część byłej miejscowości to ulica Wierzbowa w Zaniemyślu.
W latach 1975–1998 miejscowość administracyjnie należała do województwa poznańskiego.